# Anton zu Innhausen und Knyphausen
Anton zu Innhausen und Knyphausen (* 11. November 1906 in München; † 1. Januar 1997 in Neckarrems) war ein deutscher Journalist und Galerist.

## Leben
Anton Graf zu Innhausen und Knyphausen wurde 1906 als Sohn von Franz Friedrich Unico Graf zu Innhausen und Knyphausen (1866–1958) und seiner Frau Ida Mertens-Rausch (1870–1941) in München geboren.
Nach dem Studium wurde er Journalist. Er arbeitete ab 1934 für die Deutsche Allgemeine Zeitung, für die er nach dem „Anschluss“ Österreichs ab 1938 aus Wien berichtete. Im Februar 1939 wurde er zur Wehrmacht eingezogen. Als Mitglied des Deutschmeister Regiments Nr. 1 war er am Überfall der Wehrmacht auf Prag im März 1939 beteiligt. Zeitweise war er auch in Bukarest in Rumänien im Einsatz.
Anfang 1940 kehrte er nach Berlin zurück. Auf ein Angebot des Hamburger Fremdenblattes über den Kriegsfortschritt in Finnland zu berichten, reiste er im Juli 1941 ohne Frau und Sohn nach Finnland aus. Nebst seiner journalistischen Tätigkeit war er als Schriftsteller tätig. Das 1942 im Deutschen Verlag erschienene Buch „Rumänische Palette; das Land der Hirten und Bauern“ und „Finnlands Freiheitskampf. Die Verteidigung Europas in den finnischen Wäldern“ (1942) gehören zu der nationalsozialistischen Propaganda-Literatur. Ab 1943 begann er sich  von der nationalsozialistischen Politik zu distanzieren, was seine Ehe mit Armard Michel (1909–2004), Tochter des norwegischen Ministers Johan Michelet (1877–1964) beeinflusste. Armgard von Knyphausen war Agentin des Sicherheitsdienstes und spionierte in mehreren europäischen Ländern. Sie hatte Zugang zu den höchsten Kreisen. In den Jahren 1943/1944 wird sie als Agentin des SD in Schweden aufgeführt. 
Graf Anton wurde im August 1944  in Finnland verhaftet; ihm gelang jedoch die Flucht nach Stockholm. In der Folgezeit war er freier Mitarbeiter der in der Schweiz erscheinenden Thurgauer Zeitung. Er soll auch Berichte für den britischen und amerikanischen Geheimdienst verfasst haben. Im März 1945 erschien in schwedischer Sprache sein Buch „Tysk mot Tysk“ („Deutsche gegen Deutsche“), in dem er die Auseinandersetzungen zwischen unterschiedlichen Personen und Gruppierungen deutscher Exilierter in Schweden darstellte. In Deutschland galt Anton zu Innhausen und Knyphausen zu dieser Zeit als „Verräter“, weil er sich der Wehrpflicht durch Flucht entzogen hat. Aus diesem Grund wurde er am 31. Oktober 1944 in Abwesenheit vom Volksgerichtshof zum Tode durch Erhängung verurteilt wurde. Einige Familienmitglieder, u. a. sein Vater, wurden wegen des Urteils in Sippenhaft genommen und zeitweise eingesperrt.
Nach dem Ende des Zweiten Weltkriegs wollte Anton zu Innhausen und Knyphausen nach Deutschland zurückkehren. Eine Einreise wurde ihm jedoch von der britischen Botschaft in Hamburg verweigert. In den folgenden Jahren versuchte er mehrfach nach Deutschland zurückzukehren. Erst 1957 wurde ihm, kurz vor dem Ableben seines Vaters, die Einreise nach Deutschland erlaubt. Er kehrte im Frühjahr 1958 zurück nach Schloss Remseck und war zwei Jahre Mitarbeiter der Stuttgarter Zeitung. 1967 gründete er auf Schloss Remseck zusammen mit seiner zweiten Frau Brita Ysabel Knyphausen die Galerie Schloss Remseck, die bis 1991 bestand.
Anton zu Innhausen und Knyphausen war in erster Ehe mit Armgard Michelet (1909–2004) verheiratet. Aus der Ehe ging der Sohn Edzard Anton Franz (1935–2023) hervor. In zweiter Ehe war er seit Oktober 1943 mit Brita Ysabel Gustafson (1914–1996) verheiratet. Aus dieser Ehe gingen die Töchter Ida Maria (geb. 1944), Susanna (1946–2020), Hyma (geb. 1952) und der Sohn Iko Mauritz Franz (geb. 1963) hervor.

## Veröffentlichungen
- 1945: Tysk mot Tysk, Stockholm